# Bakmarsch
De Bakmarsch, of Bakmars, was het lijflied van de vrije jeugdbeweging in Nederland. Het werd voor het eerst gepubliceerd in de 'Kwekelingen Almanak' van 1899. Tekst en muziek werden geschreven door 'André', de bijnaam van N.C. Meijer Drees, die in die tijd leerling van de Rijkskweekschool te Haarlem was.

## Tekst
De tekst van de Bakmarsch luidt als volgt:
```
 Ons stroomt nog frisch het bloed door d' ad'ren
 Wij zijn nog jong en kennen geen verdriet.
 Wij heffen aan om dit te toonen,
 Een vroolijk, krachtig lied.
 Wat om ons wend' of keer',
 Geen zorg drukt ons ter neer!
 Wij zingen luid, dat ieder het kan hooren:
 Geniet! Geniet!
 Van al wat jeugd u biedt!

 Wij blijven vast aaneengesloten,
 Geen twist of tweedracht rukt ons wreed vaneen.
 't Gevoel van een te zijn met and'ren
 Bezielt ons steeds alleen!
 Dezelfde eed'le zin
 Neemt onze harten in:
 De schoone taak, die allen wij ons stellen,
 Maakt frisch, maakt sterk,
 Voor 't zwaarste van ons werk.

 Wanneer dan donk're dagen komen,
 Als trager vloeit het niet meer jonge bloed,
 Dan zal een enk'le blijde lichtstraal
 Nog koest'ren ons gemoed;
 De gulden jong'lingstijd,
 Die nu ons hart verblijdt,
 Zal immer door zijn schijnsel blijven geven,
 Bij 't droevig zwart,
 Van al te bitt're smart.

```

## Lijflied van de vrije jeugdbeweging
De Bakmarsch werd het lijflied van de Kweekelingen Geheelonthouders Bond (KGOB), maar werd al snel ook in andere delen van de vrije jeugdbeweging gezongen.
Waarom het lied zo populair werd, is een raadsel: Noch Jan Reinders, bewerker van de jeugdherbergzangbundel Jan Pierewiet, "evenmin als de heer Meijer Drees zelf (kon) het geheim (…) verklaren van de opmerkelijke Wilhelmus-rol van de 'Bakmars'. 'De bouw van de melodie', aldus de heer Reinders, 'is traditioneel; ze geeft geen enkele moeilijkheid om te zingen, leunt aan tegen het schoollied van die tijd. De geenszins agressieve tekst is van een aardige, eenvoudige romantiek. De porteé is een verblijding om het jong zijn, met een wat sentimentele terugblik.' Toch heeft dit lied de 'Wij-jongeren-mythe' der vrije jeugdbeweging machtig ondersteund!
Als de volwassen Th.J. Thijssen in 1907 in de Nieuwe School (nr. 5) de Kwekelingen-Almanak van dat jaar bespreekt, schrijft hij erbij: 'Aan de Almanakken van 1898 en '99 ben ik niet heelemaal vreemd geweest; ik heb met genoegen den Bakmarsch van André, die in mijn tijd ontstond, weer eens gebruld, nu 'k 'em in dezen Almanak ontmoette....'."
Tot op de dag van vandaag is de Bakmarsch het bondslied van de Nederlandse Jeugdbond voor Natuurstudie (NJN)